# Bäriswil
Bäriswil ist eine politische Gemeinde im Verwaltungskreis Bern-Mittelland des Kantons Bern in der Schweiz.

## Geographie
Bäriswil liegt auf 546 m ü. M., 10 km nordöstlich der Kantonshauptstadt Bern (Luftlinie). Das Bauern- und Händlerdorf erstreckt sich in einem Tälchen, leicht erhöht am Südostrand der breiten Talsenke der Urtenen am Nordfuss der Höhen des Grauholzes, im Schweizer Mittelland.
Die Fläche des 2,73 km² grossen Gemeindegebiets umfasst einen Abschnitt des Berner Mittellandes. Der zentrale Teil des Gemeindebodens wird von einer ehemals sumpfigen Mulde zwischen den Waldhöhen von Röduberg, Mattstettenberg und Gibel (624 m ü. M.) eingenommen. Als Rest des früheren Moorgebietes ist das Bermoos mit seinem Weiher übrig geblieben. Im Norden reicht der Gemeindebann bis an den Rand der Talniederung der Urtenen. Nach Süden erstreckt sich das Gebiet in die waldreiche Region des Wannetälchens und des Längenberges, an dessen Westhang mit 705 m ü. M. die höchste Erhebung von Bäriswil erreicht wird. Von der Gemeindefläche entfielen 1997 12 % auf Siedlungen, 41 % auf Wald und Gehölze, 46 % auf Landwirtschaft, und etwas weniger als 1 % war unproduktives Land.
Zu Bäriswil gehören der Ortsteil Rüti (580 m ü. M.) am Nordhang des Gibel und einige Einzelhöfe. Nachbargemeinden von Bäriswil sind Hindelbank, Krauchthal und Mattstetten.

## Bevölkerung
Mit 1112 Einwohnern (Stand 31. Dezember 2023) gehört Bäriswil zu den kleineren Gemeinden des Kantons Bern. Von den Bewohnern sind 97,0 % deutschsprachig, 1,0 % französischsprachig, und 0,7 % sprechen Niederländisch (Stand 2000). Die Bevölkerungszahl von Bäriswil belief sich 1850 auf 462 Einwohner, 1900 auf 501 Einwohner. Im Verlauf des 20. Jahrhunderts pendelte die Bevölkerungszahl stets im Bereich zwischen 460 und 500 Personen. Seit 1970 (505 Einwohner) wurde eine markante Bevölkerungszunahme verbunden mit einer Verdoppelung der Einwohnerzahl innerhalb von 30 Jahren verzeichnet.

## Politik
Gemeindepräsident ist seit 2022 Roger Sauter (FDP, Stand 2024).
Bei den Nationalratswahlen 2023 betrugen die Wähleranteile in Bäriswil (in Klammern die Veränderung im Vergleich zu den Wahlen 2019 in Prozentpunkten): SVP 32,57 % (−3,04), SP 16,44 % (+3,22), Mitte 16,00 % (+1,41), glp 14,14 % (+2,60), FDP 8,36 % (+1,56), Grüne 4,26 % (−5,47), EVP 3,06 % (+1,06), EDU 2,77 % (+0,75), Weitere 2,40 % (−2.10).

## Wirtschaft
Bäriswil war bis in die zweite Hälfte des 20. Jahrhunderts ein vorwiegend durch die Landwirtschaft geprägtes Dorf. Noch heute haben der Ackerbau, der Obstbau sowie die Viehzucht und die Forstwirtschaft einen gewissen Stellenwert in der Erwerbsstruktur der Bevölkerung. Weitere Arbeitsplätze sind im lokalen Kleingewerbe und im Dienstleistungssektor vorhanden. In Bäriswil gibt es heute Betriebe des Bau- und Transportgewerbes, der Informatik, der Telekommunikation, Schreinereien und eine Druckerei. In den letzten Jahrzehnten hat sich das Dorf zu einer Wohngemeinde entwickelt. Viele Erwerbstätige sind deshalb Wegpendler, die hauptsächlich in der Region Burgdorf und in der Agglomeration Bern arbeiten.

## Verkehr
Die Gemeinde ist verkehrsmässig gut erschlossen. Sie liegt nur wenige 100 Meter neben der alten Fernverkehrsstrasse von Bern nach Burgdorf respektive nach Zürich. Der nächste Anschluss an die Autobahn A1 (Bern-Zürich) befindet sich rund 3 km vom Ortskern entfernt. Durch eine von der Regionalbahn Bern-Solothurn betriebene Buslinie, welche die Strecke von Schönbühl nach Bäriswil bedient, ist das Dorf an das Netz des öffentlichen Verkehrs angebunden.

## Geschichte

Historisches Luftbild aus 200 m von Walter Mittelholzer von 1925

Die eintreffende Feldartillerie reiht sich in Bäriswil auf, Artillerie-Regiment 6, 1914–1918

Der Fund von Grabhügeln aus der Hallstattzeit im Kriegsholz weist auf eine frühe Besiedlung des Gemeindegebietes hin. Die erste urkundliche Erwähnung des Ortes erfolgte bereits im Jahr 855 oder 861 unter dem Namen Perolteswilare. Später erschienen die Bezeichnungen Bereswilen (1229), Berolswile (1310), Beriswil (1389) und Bäriswyl (1479). Der Ortsname ist vom althochdeutschen Personennamen Perolt abgeleitet und bedeutet somit Hof des Perolt.
Seit dem Mittelalter bildete Bäriswil eine eigene kleine Herrschaft, welche im Besitz verschiedener Berner Familien war. Zu Beginn des 15. Jahrhunderts kam das Dorf unter die Oberhoheit der Stadt Bern und wurde dem Landgericht Zollikofen zugeteilt. Im Jahr 1720 wurde Bäriswil unter der Familie von Erlach der Herrschaft Hindelbank einverleibt. Nach dem Zusammenbruch des Ancien Régime (1798) gehörte Bäriswil während der Helvetik zum Distrikt Burgdorf und ab 1803 zum Oberamt Burgdorf, das mit der neuen Kantonsverfassung von 1831 den Status eines Amtsbezirks erhielt.
Seit 1758 entwickelte sich in Bäriswil das Töpfereigewerbe. Die Bäriswiler Keramik erlebte zwischen ca. 1780 und 1820 ihren stilistischen und künstlerischen Höhepunkt. Die Produktion lag bis in die 1870er Jahre in den Händen von drei Familien mit den Namen Kräuchi, Kläy und Witschi. Das Dorf war damals für seine Keramik weitherum bekannt. Das letzte heute noch erhaltene oberirdische Zeugnis dieser für das Dorf wichtigen handwerklichen Produktion ist die sog. Röhrenhütte. Daneben gab es auch Schliffscheibenproduktion, Bildhauer und Glaser.